# Internetwork Datagram Protocol
Das Internetwork Datagram Protocol (kurz IDP) ist ein Netzwerkprotokoll im Protokollstapel des XNS (Xerox Network System). Es befindet sich in der Vermittlungsschicht des OSI-Referenzmodells und erfüllt damit ungefähr dieselben Aufgaben wie das Internet Protocol.
IDP unterstützt das Routen von Daten und Datenpaketen verschiedener Transportprotokolle, u. a. des Routing Information Protocols, des Packet Exchange Protocols und des Sequenced Packet Protocols.